# Copelatus mulangensis
Copelatus mulangensis är en skalbaggsart som beskrevs av Bameul 2003. Copelatus mulangensis ingår i släktet Copelatus och familjen dykare. Inga underarter finns listade i Catalogue of Life.